# Palais Baréty
Pour les articles homonymes, voir Baréty.
Le palais Baréty est une imposante demeure de Nice datant du XIXe siècle appartenant à une ancienne famille du comté de Nice. Il est situé au no 31 rue du Maréchal-Joffre (à l’époque de la construction cette voie portait le nom de rue Cotta). 

## Historique
Le « palais » a été construit en 1898 par l'architecte départemental Lucien Barbet, qui est intervenu sur le réaménagement de la préfecture à partir de 1892, à la demande du docteur Alexandre Baréty, né à Puget-Théniers, le 22 mai 1844, mort le 28 février 1918,, qui a été le fondateur et le premier président de l'Acadèmia Nissarda créée le 19 mai 1904.
L'édifice est inscrit au titre des monuments historiques le 16 avril 1994.

## Description

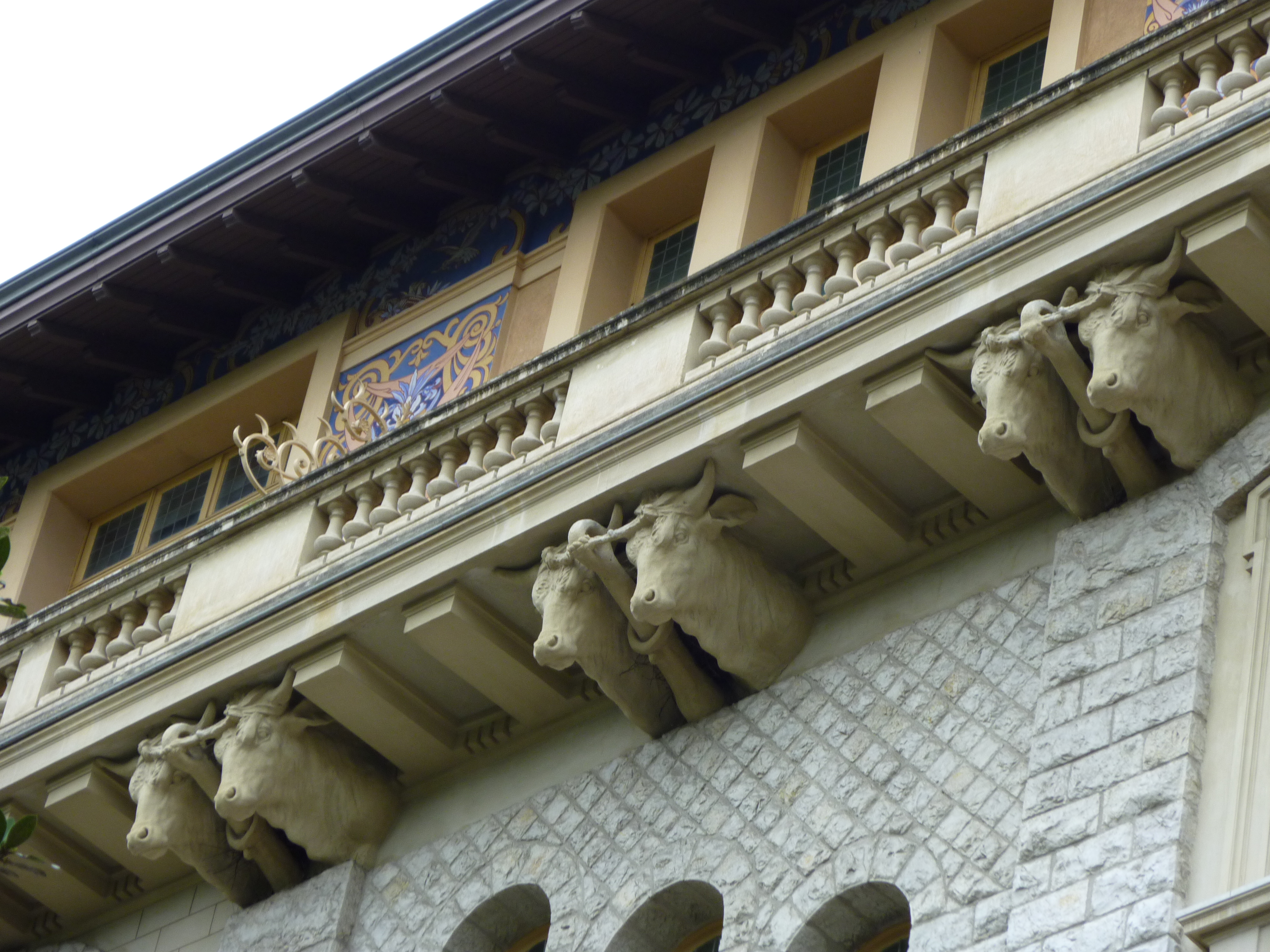
Le balcon haut supporté par des têtes de bœufs

Le bâtiment de la Belle Époque qui oppose des façades austères à bossages avec le balcon haut supporté par des têtes de bœufs, à une façade sur jardins avec de bow-windows.